# 론 엘리

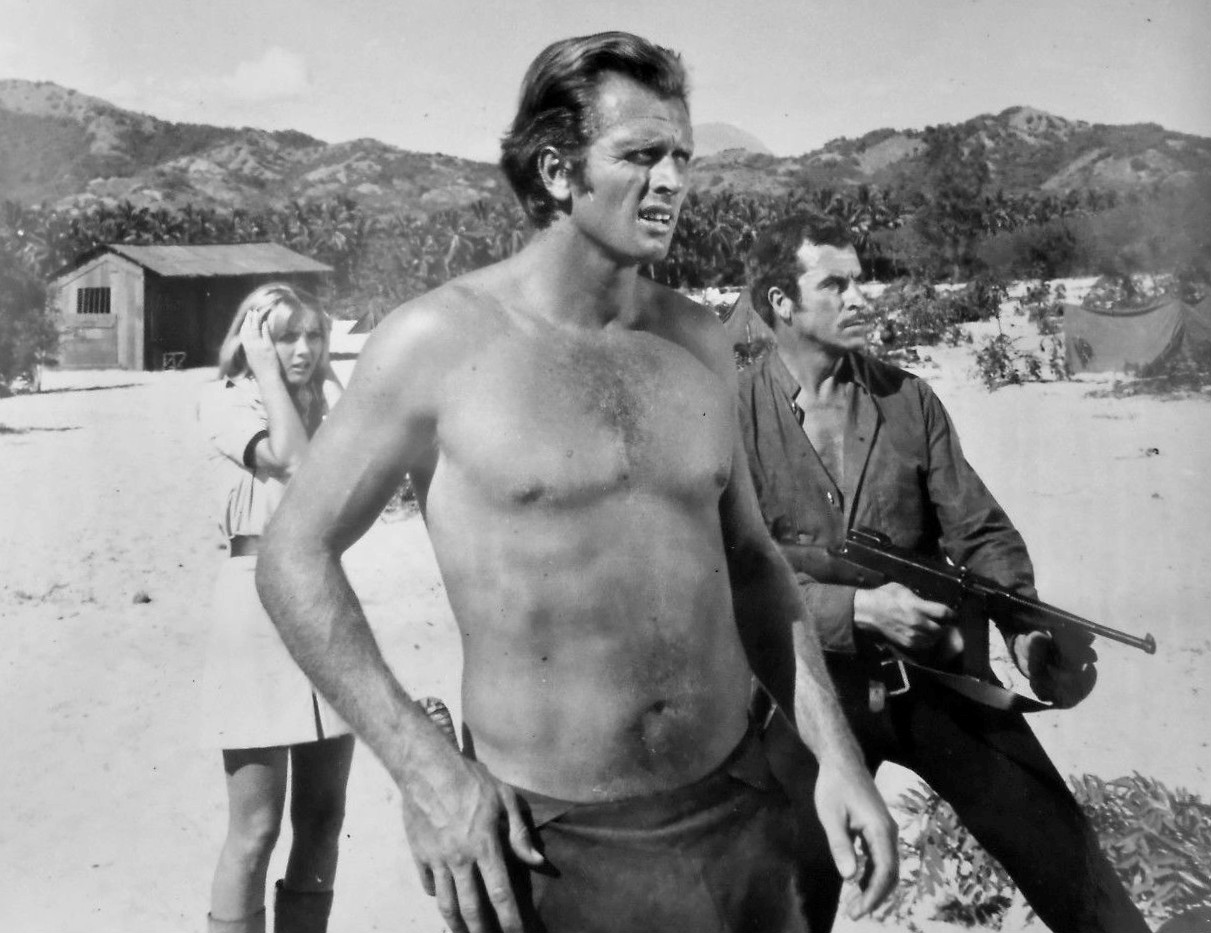

론 엘리(Ron Ely, 1938년 6월 21일 ~ 2024년 9월 29일)는 미국의 배우, 소설가, 작가, 텔레비전 배우, 영화배우이다.

## 방송
- 레니게이드
- 타잔 - 론 엘리 편 2

## 영화
- 익스페팅 아미쉬 (2014년)
- 타잔: 더 레거시 오브 에드거 라이스 버로스 (1996년)
- 레니게이드 (1992년)
- 꿈꾸는 낙원 (1978년)
- 사랑의 유람선 (1977년)
- 초인 사베지 (1975년) - 사베지 역
- 알래스카의 검은 늑대 (1972년)
- 타잔 론 엘리 편 5 (1970년)
- 타잔 - 론 엘리 편 4 (1968년)
- 타잔 - 론 엘리 편 3 (1967년)
- 내스티 보이스 (1966년)
- 타잔 (1966년)
- 타잔 - 론 엘리 편 1 (1965년)
- 남태평양 (1958년)